# Montefusco

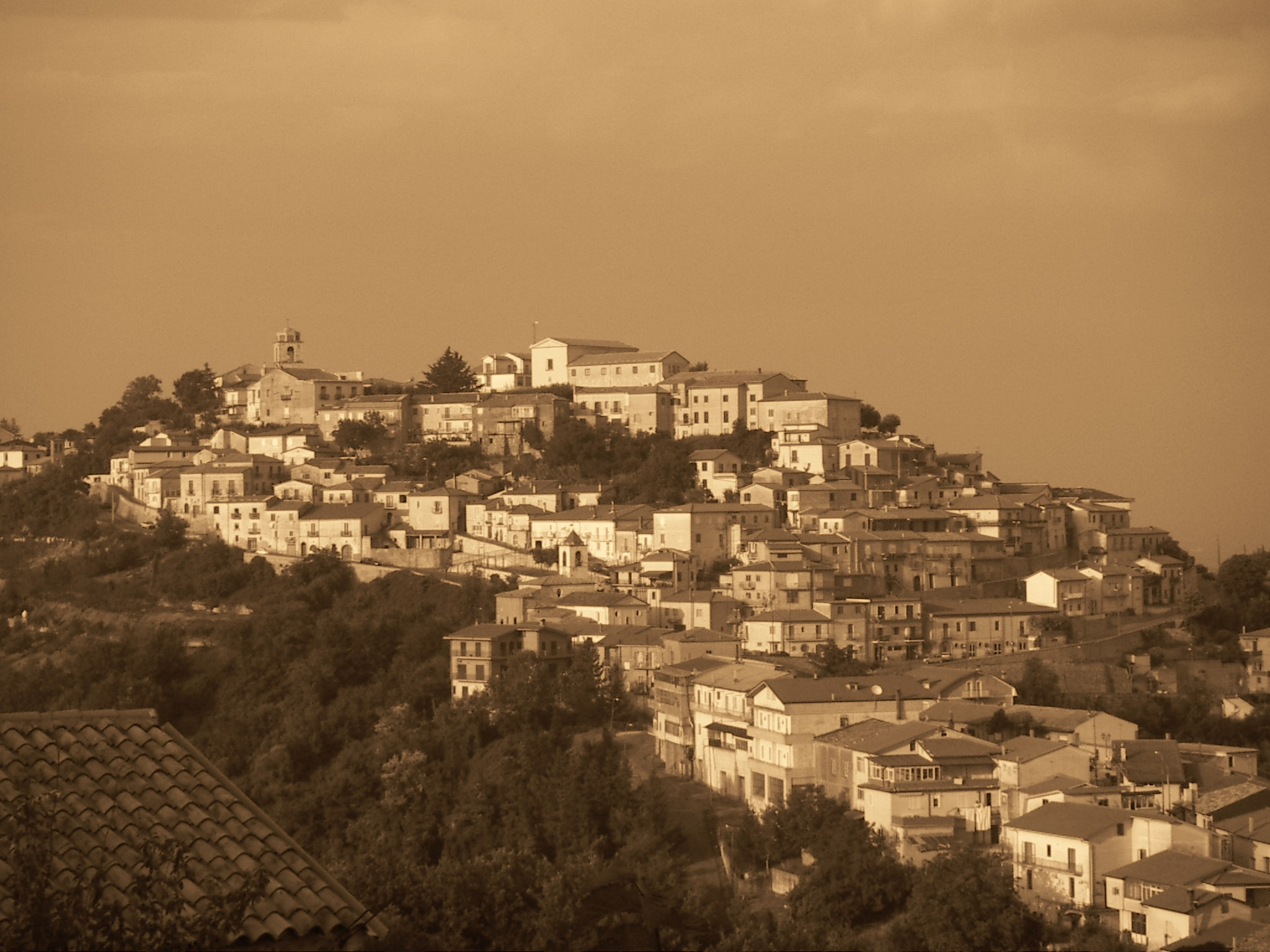
Vista del municipio de Montefusco.

Montefusco es uno de los 119 municipios o comunas ("comune" en italiano) de la provincia de Avellino, en la región de Campania. Con cerca de 1.476 habitantes, según el censo de 2005, se extiende por una área de 8 km², teniendo una densidad de población de 185 hab/km². Linda con los municipios de Montemiletto, Pietradefusi, San Martino Sannita, San Nazzaro, San Nicola Manfredi, Santa Paolina, y Torrioni.

## Etimología del nombre
El origen del nombre es desconocido. La hipótesis más creíble es que el nombre se compone de los términos monte y fusco (con significado de oscuro). Estos dos términos dan una pequeña descripción de la zona, en cuanto a que el municipio está en una posición elevada y que frecuentemente está oscurezido por las nubes.
Otras hipótesis apuntan al nombre de persona Fusculus.

## Historia
El municipio tiene su origen en la época de los lombardos. Hacia finales del siglo XVI, Montefusco se convirtió en la capital de la 'Irpinia, pero en 1806 fue sustituida por Avellino.
En el pueblo residieron varias autoridades: Ruggiero II, Tancredi y Fernando II de Borbón, y los papas Calixto II y Honorio II.
Un acontecimiento importante fue la boda de Roger Norman con Sibila, que se celebraron en el pueblo.

## Edificios históricos

### La cárcel borbonica de Montefusco
En la plaza principal, en el ayuntamiento de hoy en día, está la antigua prisión Montefusco.
En sus orígenes la prisión era una fortaleza. Posteriormente fue adaptada más adelante como tribunal por los aragoneses en 1743 y, posteriormente, por los Borbones en cárcel. En el sótano se pueden visitar las antiguas celdas, actualmente restauradas.
Algunos presos famosos fueron los patriotas napolitanos Poerio, Nisco, Castromediano y Pironti.

### Iglesia de San Bartolomeo

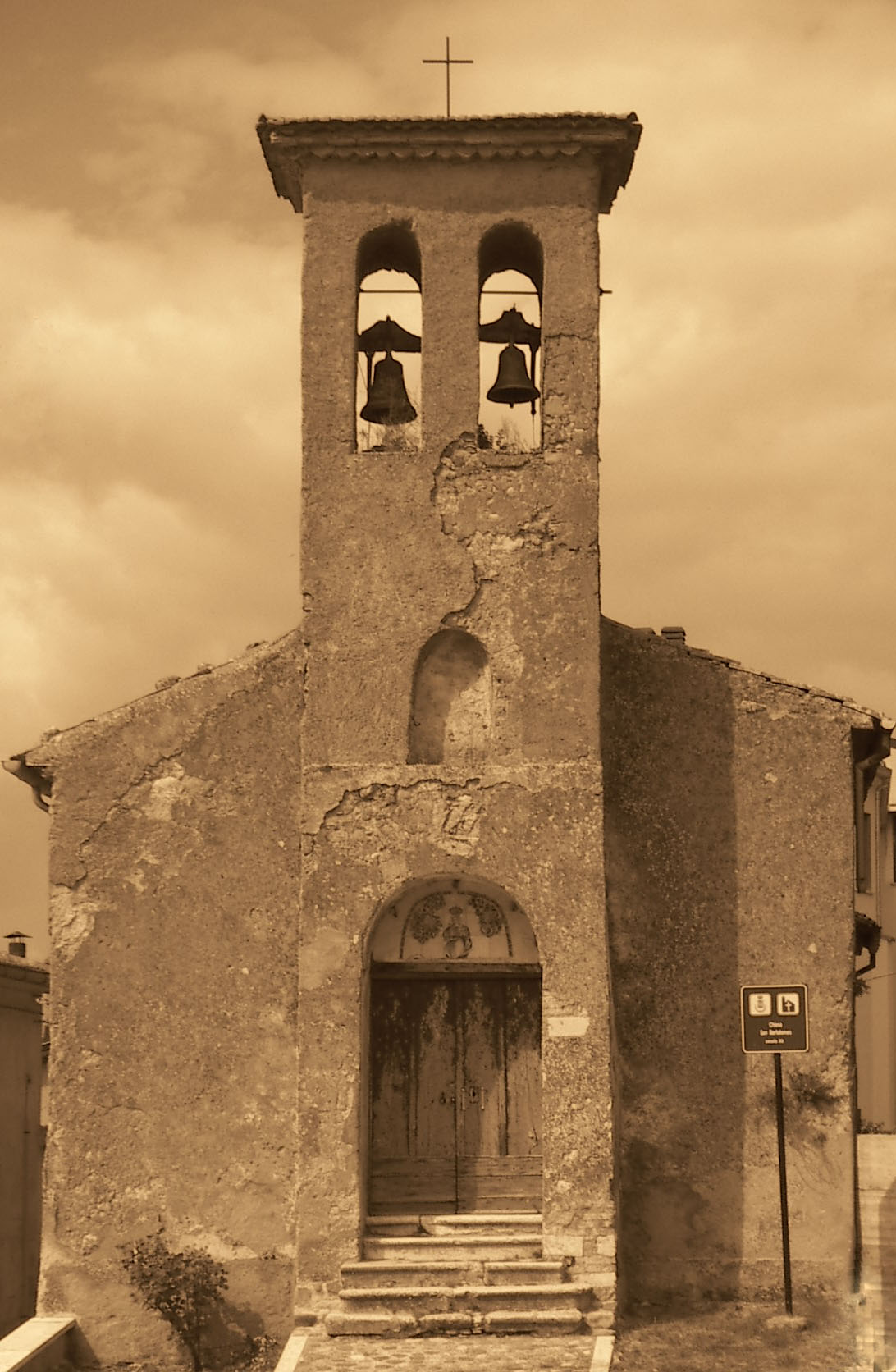
La Iglesia de San Bartolomeo.

Entrando en el pueblo, a lo largo de las calles estrechas y empinadas, pasando por un portal de piedra, vamos a la iglesia, construida en el siglo XII. En su interior se encuentran algunas hermosas estatuas de madera de San Bartolomé, San Antonio Abad y Santa Lucía.

### Iglesia de San Giovanni del Vaglio
El edificio religioso fue construido en el siglo XII. En esta iglesia los papas Calixto II y Onofrio II oficiaron ritos religiosos.

### Monasterio de Sant'Egidio (San Gil)

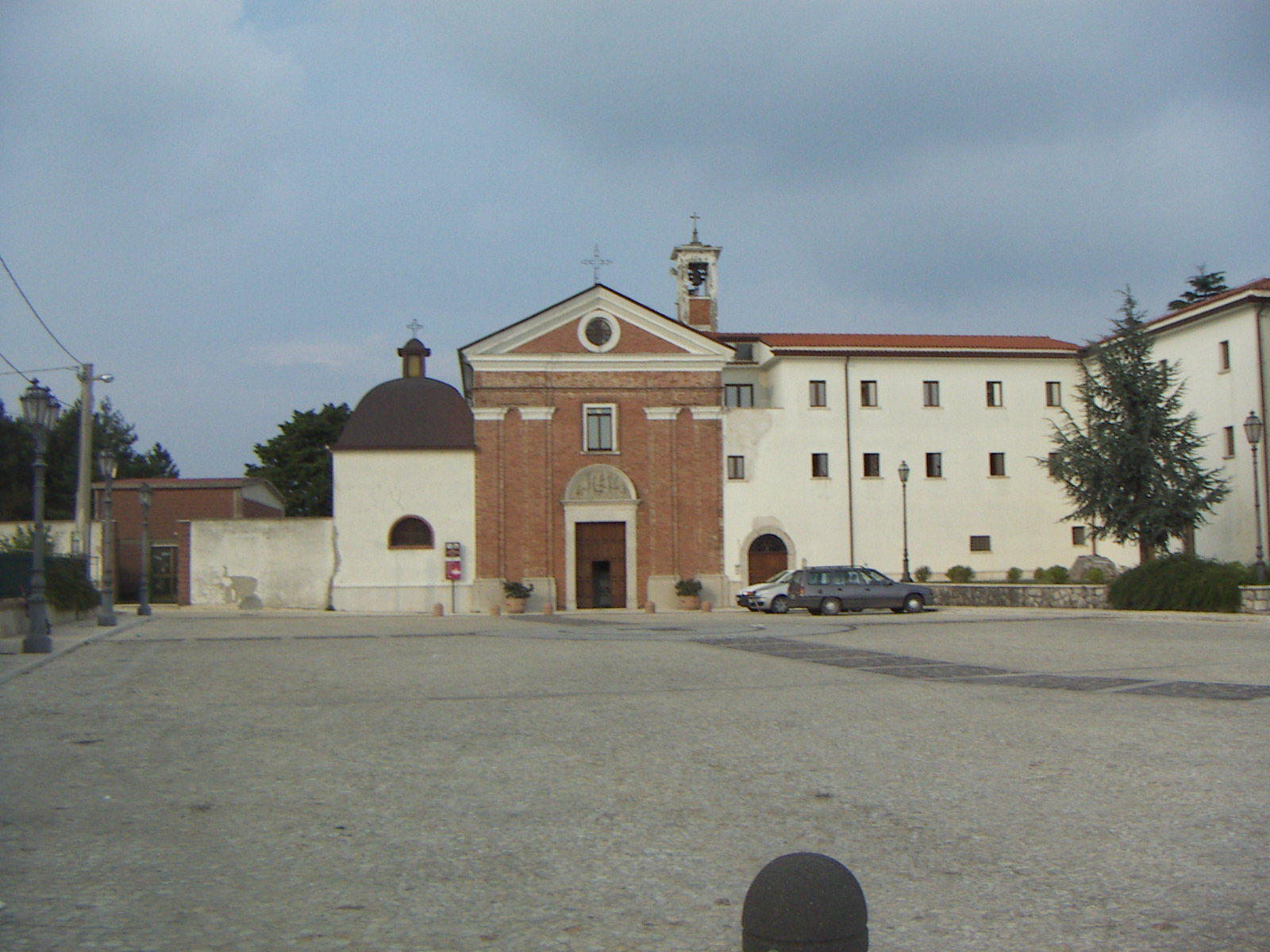
El convento de Sant'Egidio (San Gil).

En la base de la colina sobre la que se alza la villa se encuentra el monasterio de San Egidio. Los orígenes del monasterio se remontan a 1625.
En este monasterio en el comienzo de su "carrera" Padre Pío vivió en 1908, cuando todavía era un novicio.
En el convento hay algunas pinturas del artista Alberto Sforza.

## Principales fiestas religiosas
- En abril: fiesta de San Antonio, Abaf;
- En mayo: la Sacra Spina;
- En junio: San Antonio de Padua;
- En agosto: Madonna del Carmine;
- En octubre: Sagra della Castagna;
- En diciembre: Presepe Vivente;

## Demografía
| Gráfica de evolución demográfica de Montefusco entre 1861 y 2001 |
|                                                                  |
| Fuente ISTAT - elaboración gráfica de Wikipedia                  |

- Datos: Q55060
- Multimedia: Montefusco / Q55060

1. ↑  Worldpostalcodes.org, código postal n.º 83030.
2. ↑  «Codici Catastali». Comuni-italiani.it (en italiano). Consultado el 29 de abril de 2017.